# Castillo de Rockelstad
El castillo de Rockelstad —también deletreado Rockelsta y, en una grafía más antigua, Råckelsta— es una reconstrucción de estilo neorrenacentista de comienzos del siglo XX, situada en la provincia sueca de Södermanland, unos quince kilómetros al este de la ciudad de Flen.